# Stigmatophora strigivenata
Stigmatophora strigivenata là một loài bướm đêm thuộc phân họ Arctiinae, họ Erebidae.